# Spreading the Disease
Spreading the Disease ist das zweite Studioalbum der amerikanischen Thrash-Metal-Band Anthrax. Es war ab Dezember 1985 insgesamt 18 Wochen in den Billboard 200 und erreichte dort Platz 113. Das Musikmagazin Rock Hard zählte das Album 2009 zu den 25 wichtigsten Thrash-Metal-Alben.
Mit Spreading the Disease legte die Band den Grundstein für ihren kommerziellen Erfolg, indem sie schnelles Gitarrenspiel mit melodischem Gesang verband und damit Fans des Thrash Metal, des konventionellen Heavy Metal und des Hardcore Punks ansprach. Das Auftreten der Musiker mit Surfer-Kleidung, Basecaps und Skateboards wurde in den 1980ern zum Modetrend unter Rockfans.

## Songwriting
Als das Songwriting zum Album beginnen sollte, war die Band ohne Sänger und damit ohne Liedtexter. Mit Armed and Dangerous und Gung-Ho gab es zwei fertige Titel, die noch von dem ehemaligen Sänger Neil Turbin geschrieben wurden. Die Texte für die weiteren Lieder schrieb Scott Ian, der sich im Gegenzug weniger an den Kompositionen beteiligte. Schlagzeuger Charlie Benante lieferte die Grundmelodien, auf deren Basis gemeinsam mit dem zweiten Gitarristen Dan Spitz und Bassist Frank Bello die Musik zu den Stücken geschrieben wurde. Der Text zu Medusa stammt von John Zazula. Nach Ansicht von Charlie Benante ist das Album eher dem Speed Metal zuzuordnen und er verweist auf die melodischen Stücke des Albums wie Armed and Dangerous und The Enemy.

## Entstehung
Mit dem Debütalbum Fistful of Metal und der EP Armed and Dangerous erregte die Band das Interesse verschiedener Major-Label und sie wechselte von Megaforce Records zu Island Records. Die Studioaufnahmen fanden in Ithaca statt und dauerten mehrere Monate. Kurz nach Beginn der Aufnahmen verließ Matt Fallen, damaliger Sänger und Nachfolger von Neil Turbin, die Band. Charlie Benante gab später als Grund das fehlende Engagement von Fallen an. Die Band setzte die Aufnahmen zunächst ohne Sänger fort, die Idee, Scott Ian und Frank Bello als Sänger einzusetzen, wurde verworfen. Produzent Carl Canedy empfahl daraufhin, Joey Belladonna als Sänger zu verpflichten. Dieser hatte eine Gesangsausbildung genossen und bislang im Classic Rock und Hardrock gearbeitet. Mit seiner Demoversion des Stückes Medusa konnte er die Band überzeugen. Ziel war es, Einflüsse aus dem traditionellen Metal-Gesang wie dem von Ronnie James Dio in die Musik von Anthrax zu übernehmen und sich so von anderen zeitgenössischen Gruppen wie Metallica abzugrenzen.
Das Lied A.I.R. wurde nachträglich aufgenommen. Schlagzeuger Charlie Benante war bereits abgereist, schickte aber eine Demoversion des Stückes an Scott Ian, der sich noch im Studio aufhielt. Die Band entschied, dieses Lied noch zusätzlich aufzunehmen und Benante kehrte ins Studio zurück. Während einer dreitägigen Studiopause wurde Speak English or Die, das Debütalbum des Bandprojektes S.O.D., aufgenommen. Beteiligt daran war neben Scott Ian und Charlie Benante auch der ehemalige Anthrax-Bassist Dan Lilker. Gerüchte, dass die Figur auf dem späteren Cover von Spreading the Disease eine beabsichtigte Ähnlichkeit mit Lilker aufwies, bestritt Benante. Die Band habe dem beauftragten Künstler keinerlei Vorgaben gemacht.

## Titelliste
1. A.I.R. – 5:45
2. Lone Justice – 4:36
3. Madhouse – 4:19
4. S.S.C./Stand or Fall – 4:08
5. The Enemy – 5:25
6. Aftershock – 4:28
7. Armed and Dangerous – 5:43
8. Medusa – 4:44
9. Gung-Ho – 4:34

## Rezeption
Herbert Chwalek von powermetal.de bezeichnet das Album als „Meilenstein des Metals“ und als „die bis zum heutigen Tage immer noch beste Platte der New Yorker“. Er sieht die Band stilistisch zwischen Thrash- und Power Metal, die Titel seien „schnell, hart und dennoch melodiös“. Frank Trojan vom Rock Hard stellt in seinem zeitgenössischen Review fest, dass „diese LP … Maßstäbe setzen [wird]“, das Album besitze im Vergleich zum Vorgänger Fistful of Metal mehr Potenzial und Intelligenz. Er sieht Anthrax mit Spreading the Disease „auf dem gleichen Level wie Metallica oder Metal Church“. Steve Huey von Allmusic bezeichnet das Album mit seinen „rhythmischen und stampfenden Gitarrenriffs“ als „großen Schritt vorwärts“ und nennt es eines der besten der Band.
2014 belegte das Album Platz 100 auf der Liste Die 100 besten Metal- und Hardrock-Alben aller Zeiten des Rolling Stone.